# Asymbolus vincenti
Asymbolus vincenti es una especie de peces de la familia Scyliorhinidae en el orden de los Carcharhiniformes.

## Morfología
• Los machos pueden llegar alcanzar los 61 cm de longitud total.

## Reproducción
Es ovíparo.

## Hábitat
Es un pez de mar de clima templado y asociado a los  arrecifes de coral que vive entre 27-650 m de profundidad.

## Distribución geográfica
Se encuentra en Australia.